# Успение Богородично (Търново)
Вижте пояснителната страница за други значения на Успение Богородично.
„Успение Богородично“ или „Света Богородица“ (на македонска литературна норма: „Успение Богородично“, „Света Богородица“) е православна църква в битолското влашко село Търново, Северна Македония, част от Преспанско-Пелагонийската епархия на Македонската православна църква – Охридска архиепископия.
Църквата е гробищен храм, разположен в източната част на селото. Изграден е в 1854 година. По време на Първата световна война в района се водят тежки сражения и църквата е разрушена. Ценният иконостас е демонтиран от български войници. По-късно той е открит и пренесен в храма „Света Богородица“ в Битоля. В 1926 година започва възстановяване на църквата от местното население. В двора на храма се провеждат срещите на изселниците от Егейска Македония и на тези в презокеанските страни и Европа. Църквата е обновена в 1934 година.